# ラングリッサーII
『ラングリッサーII』（ラングリッサーツー）は、1994年8月26日に日本コンピュータシステムがメサイヤブランドでリリースしたメガドライブ（MD）用シミュレーションロールプレイングゲーム。ラングリッサーシリーズの2作目である。
本項ではMD版以降にリリースされた他機種への純粋な移植版や、本作をベースとしたリメイク作（後述）も含めて解説する。

## 概要
ほぼ同一の物語を描いた作品として、メガドライブ版『ラングリッサーII』の単純移植の系統（以下『II』と表記）、スーパーファミコンに移植する際に大幅にリメイクされた『デア ラングリッサー』を基とする移植系統（以下『デア』と表記）の2系統に大分される。
シナリオは『II』では1本道であったが、『デア』へリメイクされる際に『II』のステージを削除する代わりに新たなステージを追加しマルチエンディングが採用されている。『デア』では本編の進め方によって「光輝」「帝国」「闇」「独立軍」の4ルートに分岐し、下表で『デアSS』と表記したセガサターン版作品では「光輝」「独立軍」に追加シナリオが存在する。元々の『II』の物語は『デア』の「光輝」のシナリオに相当するが、エピソードが削除・改変されて全体的に短縮されており、それに伴いジェシカのNPC化・ロウガとソニアが追加されている。
システム面では『デア』へのリメイクで各キャラのクラスチェンジ系統が減らされており、また傭兵の混合編成が不可能になっている。PC-FX版『デア ラングリッサーFX』ではボイスやアニメが追加されており以降の移植でも採用されているが、『FX』に限り呪文発動時にもボイスが付いている。また、2019年発売のPS4・Nintendo Switch版では同梱の『I』にもシナリオ分岐が取り入れられ、『II』はデアをベースとしてシステム面が大幅に改修されている。
| リリース       | ハード等                   | 作品名                                   | 系統   | 声等 | 備考                                                                       |
| -------------- | -------------------------- | ---------------------------------------- | ------ | ---- | -------------------------------------------------------------------------- |
| 1994年08月26日 | メガドライブ               | ラングリッサーII                         | II     | ×    | 本作でしかプレイできないマップあり                                         |
| 1995年06月30日 | スーパーファミコン         | デア ラングリッサー                      | デア   | ×    | ルート分岐が追加                                                           |
| 1996年04月26日 | PC-FX                      | デア ラングリッサーFX                    | デア   | ○    | ボイス・アニメが追加                                                       |
| 1997年07月31日 | PlayStation                | ラングリッサーI&II                       | デア   | ○    | 前作とのカップリング販売                                                   |
| 1998年02月26日 | セガサターン               | ラングリッサードラマティックエディション | デアSS | ○    | PlayStation版『I&II』の移植、一部リメイク                                  |
| 11月20日       | Windows(9x)                | ラングリッサーII                         | デア   | ○    | 発売はアンバランス                                                         |
| 12月23日       | セガサターン               | ラングリッサー トリビュート              | デアSS | ○    | 「ドラマティックエディション」に『III』『IV』『V』の各ゲームディスクを追加 |
| 2003年04月16日 | Windows(Me/2000/Xp)        | ラングリッサーII                         | デア   | ○    | 販売はセガ                                                                 |
| 2007年12月25日 | Wiiバーチャルコンソール    | ラングリッサーII                         | II     | ×    | メガドライブ版を配信、2019年1月31日終了                                    |
| 2009年04月14日 | Wiiバーチャルコンソール    | デア ラングリッサー                      | デア   | ×    | スーパーファミコン版バーチャルコンソールで配信、2019年1月31日終了          |
| 04月22日       | PS3・PSPゲームアーカイブス | ラングリッサーI&II                       | デア   | ○    | PlayStation版を配信                                                        |
| 2014年12月16日 | プロジェクトEGG            | デア ラングリッサー                      | デア   | ×    | スーパーファミコン版を配信                                                 |
| 2015年08月11日 | プロジェクトEGG            | ラングリッサーII                         | II     | ×    | メガドライブ版を配信                                                       |
| 2019年04月18日 | PS4・Nintendo Switch       | ラングリッサーI&II                       | デアSS | ○    | デアをベースに大幅なシステム改修が行われた                                 |
| 09月19日       | メガドライブ ミニ          | ラングリッサーII                         | II     | ×    | プリインストール作品の1つ（日本版・東アジア版にのみ）                      |

## あらすじ
共通
主人公エルウィンは、旅の途中で出会った見習い魔術師のヘインとともに旅を続けていた。旅の途中、ヘインの生まれ故郷であるサルラス領の小さな村で宿を取ったエルウィンであったが、ヘインの幼馴染のリアナがレイガルド帝国に狙われていることを知り、リアナを助けたことから戦いに身を投じることとなる。

## システム
基本的な戦闘システムは、前作『ラングリッサー』を踏襲しているが、以下のような変更が加えられている。
槍兵の追加と上級兵の登場
傭兵のクラスに「騎兵」に強い「槍兵」が追加され、前作の「弓兵」のポジションの相性を担うようになった。以降のシリーズでも踏襲される。
同じ兵種の上級兵が登場。雇うための金額は約倍になるが、ステータスが上昇している。
間接攻撃の追加
「弓兵」の攻撃に射程の概念が追加され、離れたところから一方的に攻撃可能になった。ただし、相性の面では「飛兵」には圧倒的に有利だがそれ以外のほとんどの兵種に負けてしまうようになった。
傭兵の雇用上限の変化と混合雇用
傭兵の雇用数の上限が最大6体になり、クラスチェンジに応じて最大数が増減する。MD版のみ異なる兵種を同時に雇うことが可能。
クラスチェンジの選択肢
MD版のみ最初のクラスチェンジから3種類のクラスを選択できるようになっており、最終的に7つのクラスに分岐する。また、全ての指揮官に隠しクラスが実装されている(前作は一部キャラのみ)。
『デア』からは前作とほぼ同様だが、3段階目のクラスは3種類に減り、選択の仕方によっては最初に選ばなかった方のルートにあるクラスを最終クラスにできる。
撤退数の採用
指揮官が倒された回数(撤退数)が記録されるようになり、ゲーム中に一度でも撤退したユニットにはバッドエンドが待っている。
生存ボーナス
戦闘終了時に生存していた指揮官にボーナス経験値が入るようになった。
また、指揮官ごとの生存させた傭兵の数が記録されるようになり、合計生存数が一定値になると攻撃力修正値が上昇する。
キャラクターメイキング
『デア』以降のリメイク版のみ、ゲーム開始時に女神ルシリスが登場し、質問に答えていくことでエルウィンのステータス、初期クラス、習得魔法、所持アイテムが決定されるようになった。

## 登場人物
声はPC-FX・SS・PS / PS4・Switch/ラングリッサー_モバイルの順。

### 光輝軍
エルウィン（MD版、SFC版のみ名前変更可能）
声：草尾毅 / 酒井広大 / 保志総一朗
20歳、身長176cm、体重70kg。本作の主人公。旅の若者。初期クラスはファイター（『デア』以降からは開始時にホークナイト・ナイト・パイレーツ・ファイター・グラディエーター・ビショップ・ウォーロックの中から決定）、クラスチェンジは歩兵系と騎兵系がメインで、隠しクラスは軽歩兵系と騎兵系（『デア』以降は重歩兵系も存在する）。
養父と二人で暮らしていたが魔族に養父を殺されたため、敵討ちで旅をしていたが、その道中で窮地に陥っていたヘインを助け二人で道中を旅していた。旅の途中で、ヘインの故郷に戻ったところで物語は始まる。
『デア』以降は所属する派閥は光輝の軍勢だけではなく、レイガルド帝国や闇の軍勢に加担するシナリオ、さらに自ら王になり覇道を目指すシナリオも追加されている。性格はルートによって異なり、「光輝」ではステレオタイプの熱血主人公。「帝国」では基本的な部分は変わらないが力はある意味では正義であるという考えに至り、「闇」及び「独立軍」では若干悪役寄りの台詞が多く見られ、自らの目的の為にかつての仲間達を平然と切り捨てる姿も。リアナに好意を抱いており、彼女を敵に回した場合は説得しようとする。プレイヤー次第で世界の救世主にも茨の道を歩む覇王にもなりうる存在である。
ヘイン声：山口勝平 / 下野紘 / 阪口大助
17歳、身長174cm、体重60kg。サルラス領の近くの村に住む少年。初期クラスはウォーロック、クラスチェンジは魔術師系や神官戦士系がメインで、隠しクラスは魔術師系。
エルウィンとは旅先で彼に命を救われた事で知り合い、共に旅をしていた。お調子者で、非常事態でもマイペースな態度を崩さないが、義理堅い面もある。魔道に関しても勤勉で、高名なジェシカに早速教えを請うている（『デア』の帝国ルートではエグベルトにも同様の態度を取っている）。
『デア』ではいずれのルートを選んでもエルウィンと最後まで行動をともにする。
ルシリス声：平松晶子 / 早見沙織 / ？
光の女神。混沌の神カオスとは敵対する立場に在る。光輝の末裔の象徴的存在だが、『II』では登場せず『デア』からの登場となる。ルートによっては最終ボスとして対決することになる。

ジェシカ声：潘恵子 / 喜多村英梨 / 高梁碧

ラール川に隠棲する伝説の大魔術師。前回の転生から20年ほどしか経っていないため、力は戻っていない。クラスの変遷はヘインとほぼ同じ。
『II』では光輝の軍勢の一員として参戦し、プレイヤーキャラクターとして操作することが可能だが、『デア』以降ではNPCとしてのみ登場する。
リアナ声：國府田マリ子 / 大西沙織 / 小清水亜美
20歳、身長167cm、体重45kg。3サイズは上から82/58/83。ヘインの幼なじみで、サルラス領近くの神殿で巫女をしている。初期クラスはクレリック（『デア』以降はシスター）、クラスチェンジは僧侶系がメインで、隠しクラスは僧侶系と神官戦士系。
光輝の末裔であり、帝国軍に追われ、安息を求めてエルウィンたちと旅に出る。エルウィンに対して恋心を抱いているが、『デア』では「光輝」以外ではその想いが届く事は無い。
『デア』の「光輝」以外では中盤から後半にかけて敵として登場するが、「闇」では姉のラーナ共々ボーゼルに術をかけられ闇に無理矢理荷担させられる。「帝国」（闇を先に滅ぼした場合）と「独立軍」ではエルウィンへの想いを捨てきれずにいた為、ルシリス（あるいはジェシカ）にエルウィンに関する記憶を消去してくれるよう頼んでいる。本作のメインヒロインで、好みの男性タイプはマッチョマン。
「帝国」と「独立軍」では彼女の生死でエンディングが変化する。
シェリー声：横山智佐 / 小澤亜李 / 堀江由衣
18歳、身長164cm、体重45kg。3サイズは上から84/59/85。カルザス王国の姫。初期クラスはファイターで光の大神殿のステージにて謎の騎士として仮面を付けた風貌でNPCとして登場し、戦闘クリア後に仲間になる（『デア』以降は変装はせずホークナイトで登場）。このステージでは彼女が撃破されても加入に支障はなく、撤退回数にも加算されない。クラスチェンジは飛兵系がメインだが幅広く、隠しクラスは飛兵系・歩兵系・神官戦士系と幅広い（『デア』以降は飛兵系ではなく騎兵系が存在する）。攻撃と移動力の高い飛兵系はデア以降では隠しクラスがないため他のクラスを選ぶ手もあるがいずれにしても防御力と魔法耐性が低いのが弱点。
光輝の末裔で、前作の登場人物であるランスとナームの子孫にあたる。自由奔放な性格で、勝手に城を抜け出して出会ったエルウィン一行に加入するなどキースら家臣の心配の種になっているが、光輝の末裔としての使命感は持ち合わせており、帝国軍、とりわけベルンハルトに強い敵意を抱いている。またリアナとは逆にマッチョマンを体質的に受け入れられず、とある隠し面では通常では見られない反応が見られる。
『デア』ではエルウィンに好意を持っているが、「光輝」では告白するも失恋し、中盤から敵対する「光輝」以外でも想いが届く事は無い。
戦術を考えることは苦手であり、飛兵系でありながらエルフに弱いことを知らず、キースらを呆れさせている。
キース声：堀秀行 / 柳田淳一 / 高橋研二
28歳、身長182cm、体重78kg。カルザス王国軍人。初期クラスはファイター（『デア』以降はホークナイト）、クラスチェンジは飛兵系がメインで、隠しクラスも飛兵系。カルザス城の飛行部隊の隊長で、シェリーの世話役でもある。城を抜け出したシェリーを探していたところ、とある街でエルウィン一行と出会い仲間になる。ストーリー上、シェリーと別になることはない。
冷静沈着で堅物な態度が目立つが、力に依らぬ平和への道を模索する理想主義的な一面も持っている。
レスター声：矢尾一樹 / 阿部大樹 / 村上聡
32歳、身長198cm、体重85kg。元海賊でジェシカの弟子。初期クラスはファイター（『デア』はパイレーツ）、クラスチェンジは水兵系や魔術師系がメインで、隠しクラスも水兵系と魔術師系が存在する（『デア』は魔術師系のクラスチェンジパターンは存在しない）。
海賊時代にジェシカに命を救われたらしく、弟子として魔術を学びながら、転生したジェシカを守っている。粗野だが仁義には厚い人物。海賊時代にキースと面識があるらしい。
なお、高所恐怖症であるが、『デア』は飛兵系へのクラスチェンジが可能である。
アーロン声：柴田秀勝 / 佐々健太 / 最上嗣生
身長179cm、体重73kg。シェリーの剣の師匠で、勇敢な老剣士。初期クラスはファイター、クラスチェンジは歩兵系がメインで、隠しクラスも歩兵系だが、魔術師系のクラスチェンジパターンも豊富。
すでに引退し隠居生活を送っていたが、モーガン（『デア』以降ではイメルダ）の卑劣な手から民を守るために立ち上がり、そのままエルウィンらに同行する。
なお、『デア』では「光輝」でのみ仲間になるが、実質的にスコットやラーナの3者で2人を選ぶこととなる。
スコット声：三木眞一郎 / 山下大輝 / 井上雄貴
身長172cm、体重63kg。サルラス領主ローレンの息子（『デア』以降では養子）。初期クラスはファイター（『デア』はナイト）、クラスチェンジは騎兵系がメインで、隠しクラスも騎兵系。
豊富な戦術知識を持ち、助言してくれることもしばしば。一旦仲間になったあとカルザス城で別れ、『II』及び「光輝」では再度仲間になる。逆に「光輝」以外ではエルウィン達によるサルラス攻略戦で、ローレン共々戦死する。
なお、彼はラングリッサーを使用する事ができないが、これは『II』の開発当時、スタッフが「サルラス領主の一族は光輝の末裔である」という設定を忘れていたために起きたミスで、『デア』以降では彼がラングリッサーを使用できない事を理由付けるために養子である（＝光輝の末裔ではない）という設定が追加された。
ラーナ声：國府田マリ子 / 大西沙織 / 小清水亜美
20歳、身長167cm、体重45kg。3サイズは上から83/59/85。長らく行方知れずとなっていた、リアナの双子の姉。初期クラスはクレリック（『デア』はシスター）、クラスチェンジは僧侶系がメインで、隠しクラスは僧侶系と神官戦士系。
魔術に秀でており、ボーゼルに誘拐・洗脳され、「ダークプリンセス」を名乗る人間の女性。魔族を従え、強力な魔術も簡単に使ってしまう。帝国将軍レオンに優しく接してもらった縁から、淡い恋心を抱いており、いずれのルートでもレオンに投降を呼びかけるなどの行動をとっている
『デア』の「闇」ルートでは「ラーナ」ではなく「ダークプリンセス」として仲間にすることが可能で、初期クラスがシャーマン、クラスチェンジは召喚師系がメインで、隠しクラスは魔術師系や召喚師系となる。

### 帝国軍
ベルンハルト声：笹岡繁蔵 / 小柳基 / 若本規夫
41歳、身長208cm、体重102kg。傭兵仲間であったエグベルトにカリスマ性を買われ、彼と共に一代でレイガルド帝国を興した武帝。強靭な意志の持ち主であり、魔剣アルハザードを、秘められた魔力に操られることなく振るうことができる（同様のことが可能なのは、エルウィンとIVの主人公ランディウス、ギザロフ、Vの主人公であるシグマのみ。また、本来の使用者であるクリムゾの皇子であるレインフォルスも非戦闘の使用ではあったものの悪影響を受けなかった）。大陸統一の理想を持ち、各国に宣戦を布告した。『II』では最終ボスだったが、『デア』以降は敵あるいはNPCとして登場する。
『II』ではAT70、DF45と圧倒的攻撃力の持ち主とされていたが、地形効果40%の玉座に座している都合上、防御力も数値以上の硬さを誇った（メテオなどで玉座を破壊することで緩和可能）
『デア』では攻撃力が落ちた分、防御力が強化され、固いキャラとなっている。ルートによっては魔族に強襲されたNPCベルンハルトを守るステージがあるが、（元が強すぎるために）長時間戦って疲弊した設定と共にエンペラーLv1に落とされ、さらにはあえてデビルアックスを装備して守備力が下げられていることで、ようやく囲まれると倒される可能性がある強さに調整された。それでもなお強さを誇っており、多少の支援をすれば敵を撃退するほど。一貫して強大なキャラクターとして描かれている。
『デア』では通常は最終クラスではLv1～10の間でステータスはほぼ上昇しないことが多いが、ベルンハルトのエンペラーではAT6、DF5分と大きく伸びシロがもたされている特徴がある。（ロウガ最終クラスのエンペラーと比べても大幅に上昇する）
ラングリッサーモバイルではとうとうプレーヤーキャラとして使用することが可能になった。
レオン声：置鮎龍太郎 / 岩瀬周平 / 置鮎龍太郎
25歳、身長187cm、体重75kg。大陸最強といわれる「青竜騎士団」を率いる。光輝の末裔とは異なる視点であるが、世の安定と平和を願う気持ちは同じである。東の国の曲剣を用いる。実は光輝の末裔であり、『III』の主人公・ディハルトの嫡流の子孫。帝国軍中唯一ラングリッサーを使用できる。
戦災孤児である自分を引き取って育ててくれた皇帝ベルンハルトに尊敬と絶対の忠誠を誓っており、王城決戦の際には瀕死の体を引きずって彼の下に駆けつけた。ルートによっては殉死する。
MD版ではシナリオ1時点でナイトマスターLv4（第四段階クラス）となっており、以降のシナリオではロイヤルガード（第5段階クラス）で登場する。
同作品ではクラスごとにAT修正、DF修正が設定されているが、レオンのナイトマスターは通常のナイトマスターより大幅に修正値が高く、強キャラであることが協調されている。
通常、騎兵ユニットは移動力が10～8（重装になるにつれて移動力が低下）だが、レオンおよび帝国軍最強の騎兵ユニットロイヤルホースは移動力が13あり、別格の移動速度を誇る。
『デア』ではルートによって仲間にすることが可能で、初期クラスはナイト、クラスチェンジは騎兵系がメインで、隠しクラスは騎兵系と歩兵系。
個人補正としてDF+3、移動力+1がセットされており、プレーヤーユニットにおいても移動力11を誇るが、デアでの「ロイヤルランサー」はIIの「ロイヤルホース」から大幅に弱体化し、移動力も低下しているため、ロイヤルランサーに合わせて移動するとレオンの機動力はフルには活かされなくなっている。
『デア』での敵キャラレオンのロイヤルガードは、味方のロイヤルガードと比べて指揮修正も上げられた同名の別クラスとなっており、敵味方がほぼ平等になった同作品では珍しい（AT修正11→15、DF修正7→10）
エグベルト声：青野武 / 山本兼平 / 下山吉光
53歳（『デア』以降では40歳）、身長183cm、体重60kg。エリート魔術師で構成される「黒竜魔道師団」を率いる他、ベルンハルトの参謀として巧みな知略を展開する。目的のためには手段を選ばない冷徹なやり方と専用ＢＧＭから悪役のイメージが強いが、本質は使命感の強い人物。
若くにしてすべての魔法を極めた天才魔術師で、元はジェシカの弟子であった。噂によると、混沌の神カオスを消滅させる呪文を取得しているらしい。
『デア』ではルートによって仲間にすることが可能で、初期クラスはウォーロック、クラスチェンジは召喚師系や魔術師系がメインで、隠しクラスは召喚師系。
イメルダ声：鶴ひろみ / たかはし智秋 / 高梁碧
30歳、身長177cm、体重65kg。レイガルド帝国2大兵団の1つ「氷竜兵団」を率いる女将軍。平時は姐御と言うべき口調だが、令嬢のような口調になる時もある。冷酷非情な将軍として知られ、プライドも高いが、強者には敬意を払う武人らしい一面も持ち合わせている。セガサターン版追加ルートでのみ「かつては小国の姫であり、レイガルド帝国に武力併合された経緯から力のみを信じるようになった」と語られている。
『デア』ではルートによって仲間にすることが可能で、初期クラスはウォーロック、クラスチェンジは魔術師系と神官戦士系がメインで、隠しクラスも魔術師系と神官戦士系。
MD版『II』では、バルガスと同様の敵専用クラス「ジェネラル」のため、サンダーなどの魔法も使うものの、近接戦闘においても強い将軍だった。
バルガス声：郷里大輔 / 綿貫竜之介 / 最上嗣生
39歳、身長199cm、体重92kg。レイガルド帝国2大兵団の1つ「炎竜兵団」を率いる。有能な将軍であり、猛将として諸国に名を轟かせている。父親が卑劣な人物だったこともあってか義に篤く、作戦行動中であっても他の軍団の危機には損得を顧みず援軍を申し出る。また、大変な部下思いでもあり、部下のゾルムらが光輝の軍勢との戦いで戦死した場合は敵討ちに闘志を燃やす一面も。その場合でも、エルウィンらが帝国軍に属した時は和解を申し出るなど、冷静な人物でもある。妻のエリザは出産間近であるが、「光輝」に進んだ場合は子供を見ることなく戦死する。
『デア』ではルートによって仲間にすることが可能で、初期クラスがファイター、クラスチェンジは歩兵系がメインで、隠しクラスが重歩兵系。
レアード声：堀川亮 / 山谷祥生 / 井上雄貴
身長176cm、体重72kg。レオンの忠実な副官で、彼を個人的に崇拝している節がある。『デア』ではサルラスからエルウィンらが逃げるステージで倒してしまうと、「帝国」ルートに進めなくなってしまう（シナリオ5のゾルムも条件）。SS版追加ルートでは説得の成否でルートが変化する。余談ではあるが、作品によってその容姿が大きく異なる。
『デア』の帝国ルートにおいてもプレーヤーキャラにはならなかったが、ステージによってはNPCとして登場し、間接的な指示をすることは可能。
ラングリッサーモバイルではとうとうプレーヤーキャラとして使用することが可能になった。
バルドー声：川津泰彦 / 望月英 / ？
レオン配下の指揮官で、リアナの護送を任される。青竜騎士団には似つかわしくない粗暴な男で、レオンの命令を無視して村人を襲撃し叱責される。最初の敵。
ゾルム声：川津泰彦 / 兼政郁人 / ？
バルガスの副官的存在で、「将軍の片腕」を自称する。光の大神殿にモーガンとともに攻め込んだ。彼の生死で後のエルウィンとバルガスの会話が変化する。また、彼とレアードを倒していた状態だと、帝国ルートに行けなくなる。
実力はあるのだが威厳に欠けており、ヘインからオッサン呼ばわりされる。
モーガン声：幸野善之 / 石津薪之介 / ？
エグベルト配下の魔術師。光の大神殿に（『デア』以降はゾルムと共に）攻め込んだ。エリート魔術師の一員であり、将軍副官のゾルムとペアを組ませられるなど実力はあるようなのだが、戦況が不利になると部下を盾にして逃げるなど責任感に乏しく、その癖プライドが非常に高いなど、実力以上に人格面に多大な難がある。その後も何度か登場し、自分勝手な策を披露した。ただし序盤では唯一の弓兵を連れていることもあり、飛兵を選ぶことが多いシェリーにとっては注意すべき相手である。
セガサターン版追加ルートでは後にイメルダの部下として登場。劣勢のイメルダに見切りをつけると、その後はエルウィン達の後を追ってヴェルゼリアに乗り込み、そこでエルウィン達の行い自体が甘いと見下してはボーゼルの手先となり、最期はエルウィン達に成敗されるという自業自得ともいうべき最期を遂げる。癇癪持ちな態度と口調が特徴的な、ゾルム曰く「狂人」。
カミラ声：豊嶋真千子
『デア』以降の追加キャラで、エグベルト配下の女性魔術師。黒竜魔道士団中隊長。ジェシカを亡き者にしようと自ら危険な任務を買って出る。
クレイマー声：麻生智久
青竜騎士団所属の指揮官（『デア』以降ではイメルダの配下）。ライリムの谷で時間稼ぎのためにつり橋を落とそうとする。
エリザ声：小山祐香 / 井澤詩織
バルガスの妻。『II』では名前のみ登場。娘エミリアを出産するが、親子3人揃って幸せになれるかは、エルウィンの選択（「帝国」に進むかどうか）次第。
ギナム
エグベルト配下の死人使い（ネクロマンサー）。『II』にのみ登場し、亡者を操り自軍の戦力にしようと画策する外道。

### 闇の軍勢
ボーゼル声：塩沢兼人 / 井上和彦 / 森川智之
前作にも登場した闇の皇子。アルハザードの封印解除と共に復活。レイガルド帝国と協力し、カオスを復活させるべく暗躍する。
『デア』以降は半魔族のソニアを利用しての策謀を展開するが、一部の光輝ルートと闇ルート以外では余り功を奏してはおらず、むしろベルンハルトやエルウィンに出し抜かれていることの方が多い。

カオス声：渡部猛 / 上別府仁資 / ？
前作にも登場した混沌の神。『II』では登場しないが、『デア』ではルートによっては登場する。

ダークプリンセス声：國府田マリ子 / 大西沙織 / 小清水亜美
リアナの双子の姉ラーナがボーゼルに拉致され、洗脳され残忍な性格と化した状態。
デア以降ではルートによってプレイヤーキャラクターとなるが、光輝軍のラーナとはデータ上、別キャラクター扱いとなり、シナリオセレクトしてもレベル管理などは別
光輝軍の「ラーナ」を参照。
ファイアス声：沼田祐介
ボーゼルにより光輝の末裔の探索と抹殺を命じられ、幼き日のエルウィンを襲撃し、彼の養父・ドレンの命を奪ったデーモンロード（『デア』以降はバンパイアロード）。エルウィンの話によると、その顔にはドレンとの戦いによって付けられた傷があるというが、グラフィック上ではその傷は確認できない。『デア』以降では「光輝」ルートでのみ登場し、いずれの作品でも仲間にはならず、ドレンの仇としてエルウィンと敵対する。なお、小説版ではボーゼルの小指から創造された女性の妖魔にアレンジされた。

### その他
ドレン
エルウィンの養父にして剣の師である老人。物語開始前に、闇の軍勢のファイアス一味の襲撃からエルウィンを守るために奮戦し命を落とした。元々はバルディア王家の血族に仕える従者であったという。
ローレン声：山田真一 / 矢野龍太
サルラス領主でスコットの父（『デア』以降では養父）。若い頃は剣の達人だったという。レイガルド帝国からもその存在は一目置かれており、容易に手は出せない相手とされている。帝国軍に狙われたエルウィンやリアナらを匿い、息子のスコットを光輝の軍勢の一員として派遣する。彼自身は『I』のホーキングに連なる光輝の末裔であるが、その設定を『II』開発当時にスタッフが忘れてしまっていたため、息子のスコットがラングリッサーを扱えなくなってしまうというミスが起こった。『デア』以降でスコットが彼の養子とされたのは、その辻褄を合せるための後付け設定である。
司祭声：麻生智久
エストールにある光の大神殿の司祭。アルハザードについて記された石版を管理する。普段は温厚だが、帝国軍に対しては強い敵意を示す。
兄貴声：無し / 杉田智和（アドン）、マフィア梶田（サムソン） / 不明（アドン）
「筋肉の神殿」に籠り肉体改造に励む怪しげな男たち。バラン・アドン・サムソンがリーダー格を務めている。メサイヤのシューティングゲーム『超兄貴』からの出演キャラクターだが、以降の作品でも常連キャラとして隠し面に登場する。
魔女
あからさまにアニメ作品からのパロディと思われるキャラクター。兄貴と同じく隠し面にのみ登場するが、『II』と『デア』とで攻略難易度が大きく異なる。

### 『デア』で追加されたキャラクター
ロウガ声：玄田哲章 / 鶴岡聡 / 高橋研二
身長203cm、体重98kg。凄腕の傭兵として名が知られている剣士。初期クラスはグラディエーター、クラスチェンジは歩兵がメインで、隠しクラスも歩兵である。
自分の力を糧に、生き別れの妹を探して旅をしている。立ち寄った村で妹のソニアを見かけ、その手がかりを持つ帝国軍に属することを決意する。「光輝」に進んだ場合は敵として登場する。SS版追加ルートでは妹を思うあまり闇の軍に身を寄せ、皇帝ベルンハルトを殺害することになる。他にもジェシカからエルウィンを庇い致命傷を負った時。ソニアの事を妹ではなく、女として愛していた事を述べてソニアと共に息絶える展開もある。
彼のデザインは当初、ベルンハルト用に書き起こされたが没案になったものである。。
傭兵のロウガの隠しクラスがエンペラーなのも元がベルンハルト没だった名残と言える。（ただし、ベルンハルトのエンペラーとは異なる性能）
ソニア声：富沢美智恵 / 吉岡麻耶 / 佐藤美由希
17歳、身長169cm、体重44kg。3サイズは上から83/56/84。ロウガの妹。魔族と人間のハーフという出自のため、兄の留守中、住んでいた村の者達に酷い仕打ちを受けた過去がある。そのため人間を憎むようになり、それをボーゼルに利用されてしまっている。報復のため、魔物を組織してボーゼルにも無断で村を襲撃するが、エルウィン・ロウガ・レオンらの介入で失敗する。
「独立軍」で必ず仲間になり、「帝国」でも数回の説得が成功すれば仲間に加わる。初期クラスはナイト、クラスチェンジは騎兵系と歩兵系がメインで、隠しクラスは魔術師系と騎兵系。
「光輝」では兄と主君を失い魔族にも（半魔族であるということで）裏切られ、信じられる存在をなくした末に「自分を受け入れてくれない世界の破滅」を望んで己の命と引き換えでカオスを召喚するという暴挙に出ることも（セガサターン版追加ルートでは兄共々救われる展開もあるが、ロウガの死の淵で彼を兄ではなく、男として愛していた事を告げて共に命を落とす展開もある）。
エスト声：中山真奈美 / 井澤詩織
ソニアと共に仲間になる魔族。有翼生物、水生物、悪魔系のクラスにクラスチェンジできる。声や女性姿のクラスがあることから、女性妖魔であるらしい。
オスト声：稲田徹 / 中村大志
ソニアと共に仲間になる魔族。有翼生物、獣人、魔生物系のクラスにクラスチェンジできる。エストとは対照的に男性の声を発している。
イクルス
ロウガの故郷に住む神官。劇中では既に故人。ロウガやソニアだけでなく、青竜騎士団団長のレオンとも面識があったと言われている。
リデル声：無し / 伊藤良幸
ヘインの故郷の村の自警団員。エヴァンゼとは恋人同士。（MD版の際には名前がないキャラクターだった）
エヴァンゼ声：無し / Lynn
ヘインの故郷の村の自警団員。リデルとは恋人同士。（MD版の際には名前がないキャラクターで、しかも男性だった）